# Mirjana Marić
Pour les articles homonymes, voir Marić.
Mirjana Marić (en serbe cyrillique : Мирјана Марић) est une joueuse d'échecs serbe née le 10 janvier 1970 à New York.
Comme sa sœur jumelle Alisa Marić, Mirjana Marić a le titre de grand maître international féminin (GMF) de la Fédération internationale des échecs.

## Biographie et carrière
Mirjana Marić est née à New York en janvier 1970, 21 minutes après Alisa Marić, sa sœur jumelle dans une famille de mathématiciens. Leur père, professeur d'université, était en service au siège des Nations unies. Leur mère est professeur de lycée.
Avec sa sœur, elle est initiée aux échecs à quatre ans. Elle remporta le championnat du monde cadets (moints de seize ans) en 1985 à Petah Tikva en Israël. En 1991, la Fédération internationale des échecs (FIDE) lui décerne le titre de grand maître international féminin (GMF).
Ellen remporta le championnat de Yougoslavie féminin en 1991, puis le championnat féminin de la République fédérale de Yougoslavie  (Serbie, Voïvodine, Kosovo et Monténégro) en 1993.
Avec l'équipe féminine de Yougoslavie, elle participa à l'Olympiade d'échecs de 1990 à Novi Sad, au premier échiquier de l'équipe C féminine, puis au troisième échiquier de l'équipe première féminine en 1994 et 1996.
En 1996, avec l'équipe de Agrouniverzal Zemun, elle obtient la médaille d'or par équipe au premier championnat d'Europe féminin des clubs d'échecs disputé à Smederevska Palanka.